# Le Gault-du-Perche
Le Gault-du-Perche (do 7 lutego 2017 Le Gault-Perche) – miejscowość i gmina we Francji, w Regionie Centralnym, w departamencie Loir-et-Cher. W 2013 roku populacja ówczesnej gminy wynosiła 326 mieszkańców. 